# Karel Baxa
Karel Baxa (ur. 24 czerwca 1863 w Sedlčanach, zm. 5 stycznia 1938 w Pradze) – czeski prawnik i polityk, burmistrz Pragi w latach 1919−1937.

## Życiorys
W 1881 ukończył gimnazjum i rozpoczął studia prawnicze na Uniwersytecie Karola, które ukończył w 1888. Następnie pracował jako adwokat w Taborze i Chebie, a od 1891 w Pradze, gdzie brał udział w wielu głośnych procesach, m.in. w sprawie Hilsnera.
Związał się z partią Młodoczechów i w 1895 został wybrany do Sejmu Krajowego Królestwa Czeskiego, w którym zasiadał do 1913. W latach 1901−1918 był także członkiem Rady Państwa.
W 1899 był współzałożycielem prawicowej partii Státoprávně radikální strana i przewodził jej do 1908 roku. Następnie wstąpił do partii Česká strana státoprávně pokroková, a w 1911 dołączył do Czeskiej Partii Narodowo-Społecznej. 
Po utworzeniu Czechosłowacji, w 1919 został wybrany burmistrzem Pragi. Trzykrotnie uzyskiwał reelekcję (w 1923, 1927 i 1932), ale w 1937 zrezygnował z funkcji z powodu podeszłego wieku. Od 1921 do 1938 był też przewodniczącym Sądu Konstytucyjnego. Był także m.in. prezesem zarządu Banku Czeskiego.